# Mushi
Mushi (kinesiska: 木石镇, 木石) är en köping i Kina. Den ligger i provinsen Shandong, i den östra delen av landet, omkring 190 kilometer söder om provinshuvudstaden Jinan. Antalet invånare är 44234. Befolkningen består av 21 495 kvinnor och 22 739 män. Barn under 15 år utgör 13,0 %, vuxna 15-64 år 76 %, och äldre över 65 år 10,0 %.
Genomsnittlig årsnederbörd är 1 224 millimeter. Den regnigaste månaden är juli, med i genomsnitt 241 mm nederbörd, och den torraste är januari, med 11 mm nederbörd.